# Mihai Fercală
Mihai Fercală (n. 28 martie 1950, Brașov) este un fost senator român în legislatura 1990-1992 ales în județul Brașov pe listele partidului FSN. Din 1992 lucrează ca președinte-director general, apoi președinte executiv/director general, la SIF Transilvania. În cadrul activității sale parlamentare, Mihai Fercală a fost membru în grupurile parlamentare de prietenie cu Republica Portugheză, Republica Italiană și Republica Franceză-Senat.